# Pușcă semiautomată cu lunetă
Pușca semiautomată cu lunetă model 1974 (abreviere: P.SA.L) este arma românească a pușcașului lunetist, destinată distrugerii diferitelor obiective izolate, care apar, în mișcare, neadăpostite și mascate.  Asociată incorect cu pușca semiautomată cu lunetă rusească SVD Dragunov, P.SA.L este o armă diferită de aceasta, având la bază pușca-mitralieră RPK, fabricată sub licență în România cu denumirea PM md. 1964. P.SA.L a fost exportată pe scară largă, fiind un produs de succes al industriei locale de armament pe piața internațională.

## Proiectare și rol
După sfârșitul celui de-al Doilea Război Mondial, trupele române au fost echipate treptat cu puști de asalt de calibrul 7.62 mm. Acestea erau de origine sovietică sau erau fabricate local în țară sub licență. Tragerea cea mai eficace cu pistolul-mitralieră pm md. 63 (Pistol-Mitralieră Model 1963, o variantă a pistolului-mitralieră AKM sovietic) era obținută la distanțe de până la 400 de metri. Țintele aflate la o distanță mai mare necesitau o armă specializată cu lunetă pentru a executa foc precis. Armata română încă folosea în anii 1960 puștile cu lunetă cehoslovace ZB vz. 24 și cele sovietice Mosin-Nagant. Aceste arme, deși erau foarte precise și puteau executa foc la distanțe foarte mari, aveau unele dezavantaje. Cele două puști puteau trage doar foc cu foc, necesitând astfel și un pistol-mitralieră pentru autoapărare pe distanțe mici. De asemenea, în timpul celui de-al Doilea Război Mondial, pușcașii lunetiști români au raportat faptul că majoritatea țintelor lovite cu succes se aflau la distanțe de până în 600 de metri. O nouă armă, capabilă de a executa foc semiautomat asupra țintelor aflate între 400 și 800 de metri, era necesară. 

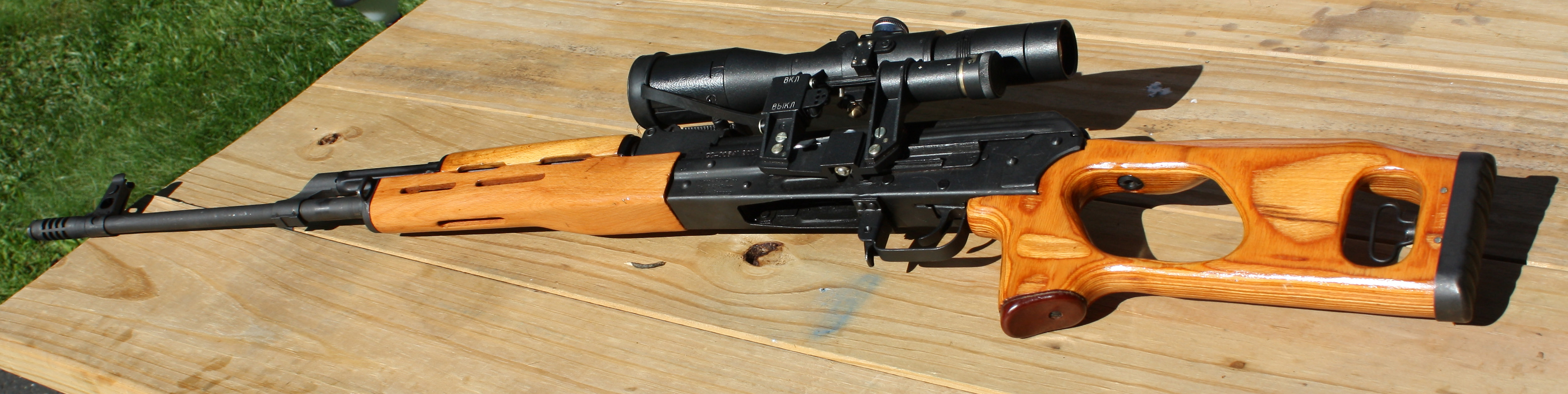

Din 1963, armata sovietică a utilizat pușca semiautomată cu lunetă SVD Dragunov. Aceasta folosea cartușul 7,62 x 54 R. Conducerea armatei române a decis să proiecteze o armă care să folosească același cartuș, dezvoltarea ei având loc la începutul anilor 1960. Denumită oficial Pușca semiautomată cu lunetă, arma avea la bază pușca-mitralieră PM md. 64 (Pușcă-Mitralieră Model 1964, copie sub licență a modelului sovietic RPK). Mecanismul intern al PM md. 64 a fost adaptat pentru ca P.SA.L să poată executa foc precis la distanțe mai mari. În comparație cu SVD Dragunov, P.SA.L era mai ieftină, ușor de fabricat în masă și relativ familiară trupelor. Deoarece mecanismul intern al puștii-mitralieră PM md. 64 era similar PM md. 63, pușcașii lunetiști aveau o perioadă de pregătire mai scurtă. P.SA.L avea un preț mai mic și era potrivită pentru producția în masă deoarece folosea piese ștanțate (specifice modelului AKM) pentru cutia mecanismelor. Aceasta din urmă era asamblată prin nituire și sudură în puncte. Puștile semiautomate cu lunetă P.SA.L au fost fabricate de la începutul anilor 1970 de către uzinele din Cugir. În prezent, producția este repartizată Fabricii de Arme Cugir SA, subsidiară a companiei naționale ROMARM. Luneta LPS T2 (abreviere de la Lunetă Pușcă Semiautomată Tip 2), similară modelului sovietic PSO-1 folosit de SVD Dragunov, este fabricată de către Întreprinderea Optică Română. 
Puștile semiautomate cu lunetă P.SA.L erau repartizate după model sovietic, câte o armă pentru fiecare grupa. Pușcașii lunetiști erau deplutonului, ei având rol de sprijin în timpul acțiunilor ofensive și defensive ale infanteriei. Conform doctrinei militare americane, P.SA.L este arma țintașului desemnat al plutonului (în engleză: Designated Marksman Rifle, abreviat DMR). Armata americană face distincție între puștile cu lunetă destinate executării focului la distanțe de până la 800 de metri și cele destinate executării focului peste această distanță. Datorită aspectului exterior asemănător, P.SA.L este confundată des cu pușca semiautomată cu lunetă rusească SVD Dragunov. 
P.SA.L nu este însă o variantă sau un model sub licență al puștii SVD Dragunov. 
Având la bază pușca-mitralieră RPK, bazată la rândul ei pe modelul AKM, PSL face parte din familia armelor Kalașnikov.

## Prezentare generală

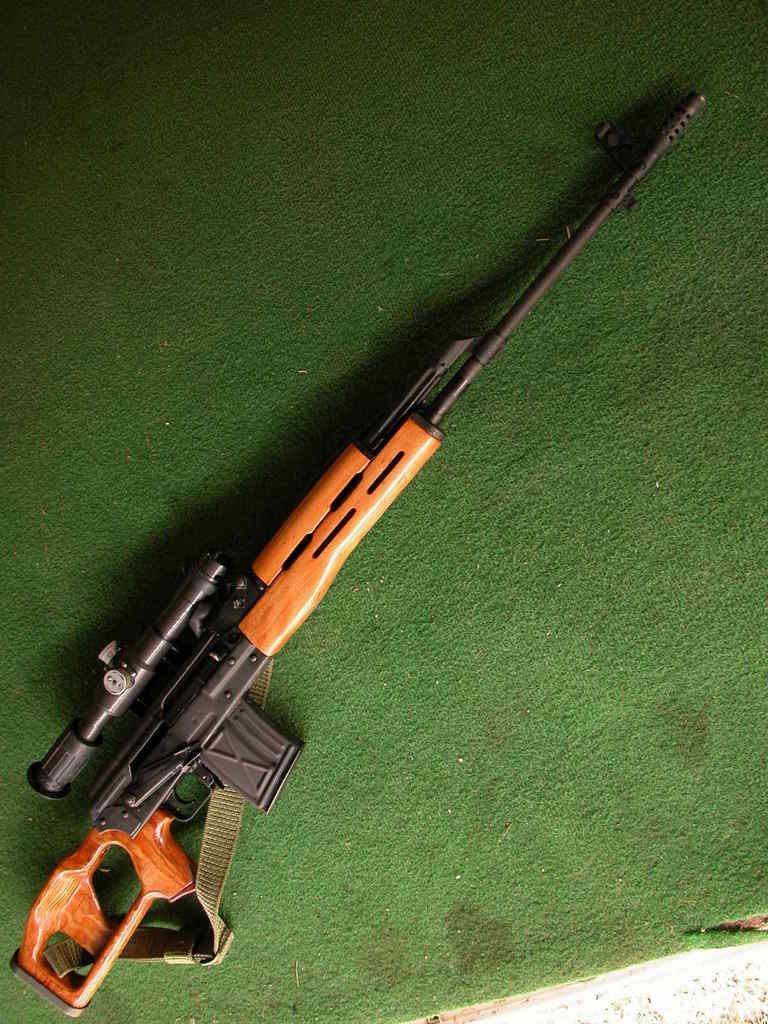
Pușca semiautomată cu lunetă are de obicei semnul X distinctiv pe încărcător.

### Componente
Pușca semiautomată cu lunetă este alcătuită din:
1. Țeava cu cutia mecanismelor și sistemul de ochire
2. Ulucul țevii
3. Încărcătorul
4. Tubul de gaze cu apărătoarea mâinii
5. Portînchizătorul
6. Recuperatorul
7. Mecanismul de dare a focului
8. Capacul cutiei mecanismelor
9. Baioneta-pumnal
10. Închizătorul
11. Patul
12. Luneta

P.SA.L este însoțită de obicei de accesorii (pentru montare/demontare, curațare și ungere), curea, husă și o geantă port-încărcătoare. Accesoriile constau într-o vergea, capul-câlți, o perie, o șurubelniță, un dorn, un bulon, un alezor, un penar și un bidonaș. Demontarea armei se face prin scoaterea încărcătorului, lunetei, capacului cutiei mecanismelor, recuperatorului, amsamblului portînchizător-închizător, închizătorului din portînchizător, apărătorii mâinii și tubului de gaze. Montarea are loc în ordine inversă. 

### Mecanismul de funcționare
P.SA.L este o armă de foc cu rearmare automată, bazată pe energia gazelor (împrumut de gaze). Acestea sunt dirijate din canalul țevii asupra pistonului de gaze al portîncărcătorului. În momentul executării tragerii prin apăsarea trăgaciului, gazele care apar după arderea pulberii intră prin orificiul din peretele țevii în tubul de gaze. Aici, presiunea gazelor acționează pistonul de gaze, împingând portînchizătorul înapoi. Închizătorul, fiind deplasat spre înapoi, se deblochează de la țeavă și extrage cu o gheară specială tubul-cartuș din camera cartușului. Tubul-cartuș este azvârlit în afară de către aruncătorul de tuburi. Portînchizătorul, fiind în deplasare, comprimă arcul recuperator și armează cocoșul. Decomprimarea arcului recuperator determină reîntoarcerea portînchizătorului și închizătorului la poziția inițială. În timpul acestui proces, închizătorul antrenează cartușul din partea superioară a încărcătorului și îl împinge în camera cartușului, înzăvorându-se la final. Concomitent, portînchizătorul deplasează pârghia de declanșare automată și extrage brațul scurt al autodeclanșatorului din pragul cocoșului care este susținut de pragul ridicat al trăgaciului. Închizătorul se blochează prin rotirea spre dreapta și prin intrarea proeminențelor metalice speciale în șanțurile manșonului metalic al cutiei mecanismelor. Pentru a executa următoarea tragere este necesară eliberarea trăgaciului. În urma acestei acțiuni, cocoșul este deblocat de agățător și se sprijină astfel pe pragul ridicat al trăgaciului. Darea focului se face din nou prin acționarea trăgaciului.
Dacă muniția din încărcător este epuizată, în timpul deplasării spre înapoi a portînchizătorului și închizătorului, sistemul de ridicare a glonțului pune în mișcare opritorul închizătorului. Acesta din urmă este deplasat în sus. La întoarcere, sistemul portînchizător-închizător este zăvorât în poziția dinapoi. Când este introdus un nou încărcător cu muniție, este necesară acționarea mânerului de armare spre înapoi și eliberarea lui. Cartușul este astfel introdus în cameră de către arcul recuperator și se poate executa o nouă tragere.

## Variante
- P.SA.L 54 - versiune semiautomată care folosește cartușul 7,62 x 54 R
- P.SA.L 51 - versiune semiautomată care folosește cartușul 7,62 x 51  NATO
- PL - versiune cu repetiție care folosește cartușul 7,62 x 51 NATO

### Denumiri export
P.SA.L are mai multe denumiri pe piața de export americană, în funcție de firma importatoare. Armele vândute de către firma Century Arms International sunt denumite în prezent PSL-54C. În trecut, primele loturi au fost denumite Romak III. Firma InterOrdnance Inc. oferă PSL în ambele calibre (7.62x54R și 7.62 NATO) sub denumirea SSG-97 (Scharfschützengewehr - 1997). Compania Tennessee Guns International oferă puștile semiautomante PSL sub denumirea FPK sau FPK Dragunov (denumire pur comercială, cele două arme fiind diferite).

## Utilizare
- Războiul Civil Angolez
- Războiul Civil Libanez
- Războiul Iran-Irak
- Revoluția Română din 1989
- Războiul din Golf
- Războiul din Afganistan (2001-prezent)
- Războiul din Irak (2003-2011)
- Războiul din Irak (2014-2017)
- Războiul Civil Libian din 2011
- Războiul Civil Libian din 2014
- Războiul Civil Sirian
- Conflictul armat din Donbas
- Războiul Civil Yemenit din 2015

De asemenea, armata israeliană a capturat puști semiautomate PSL de la organizațiile paramilitare palestiniene.

## Utilizatori
- Afganistan
- Angola - MPLA: 100 livrate între 1973-1974[7]
- Azerbaidjan
- Bangladesh
- Republica Congo
- Republica Democratică Congo
- Coreea de Nord
- Egipt[8]
- Eritreea
- Etiopia
- Irak - 5000 au fost livrate Gărzilor Republicane în 1978[9]
- Iran
- Libia
- Republica Moldova
- Nicaragua
- Pakistan
- România
- Siria
- Somalia
- Turcia
- Uganda
- Ucraina
- Vietnam

## Galerie

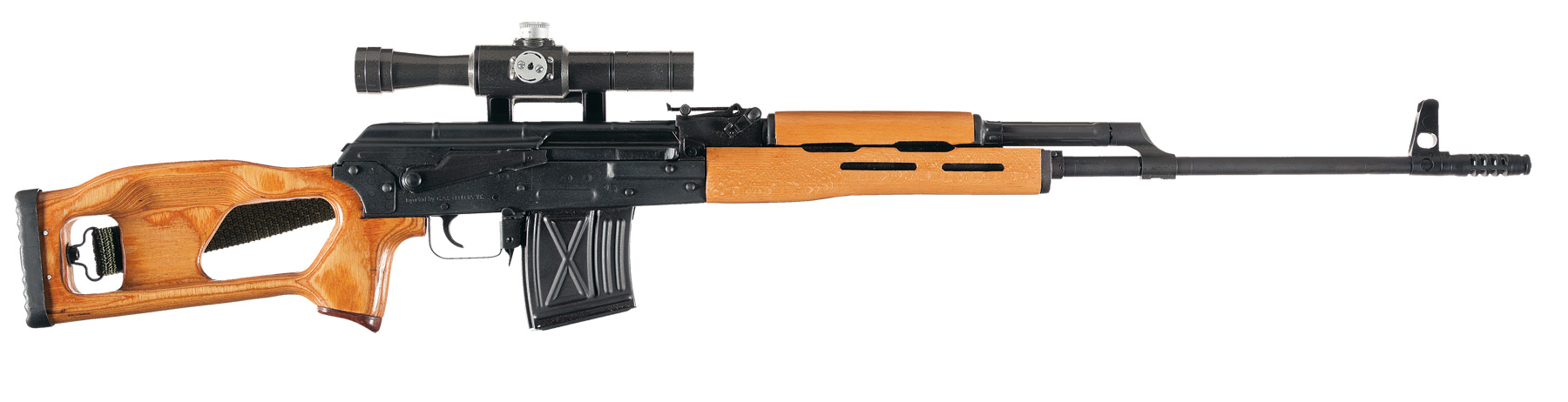
PSL
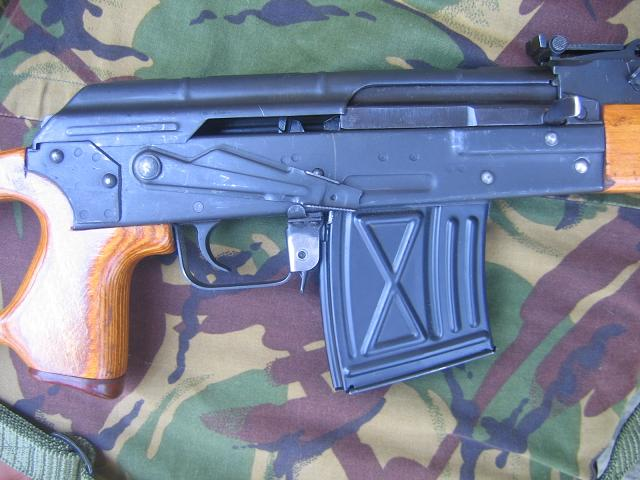
1
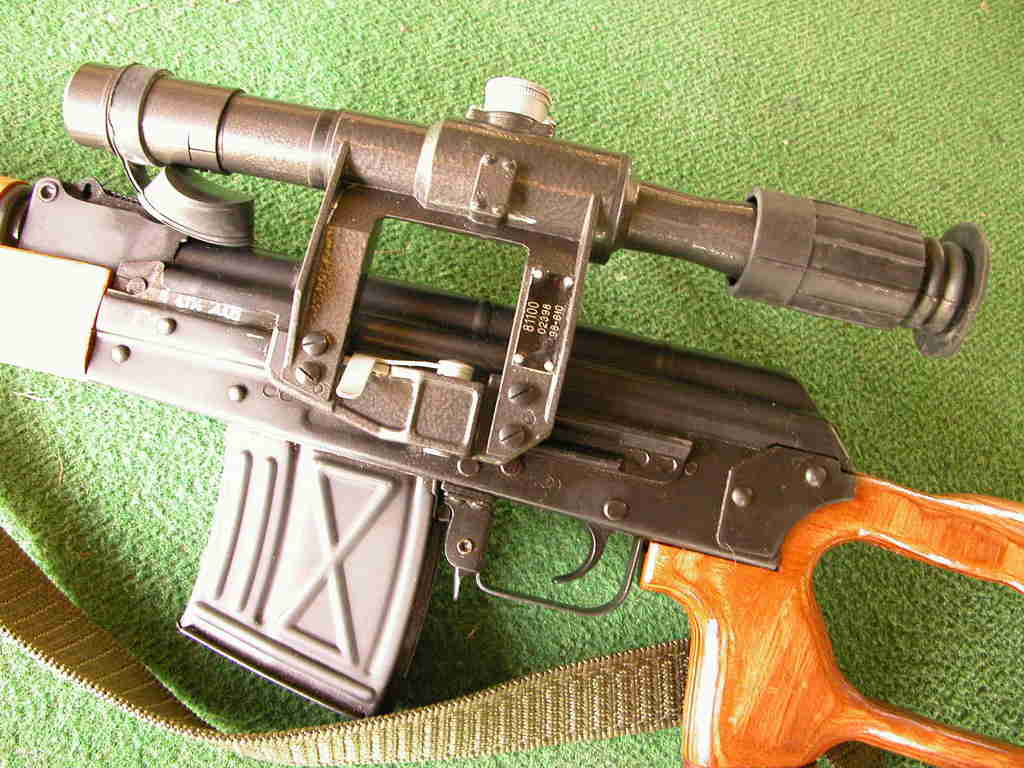
2
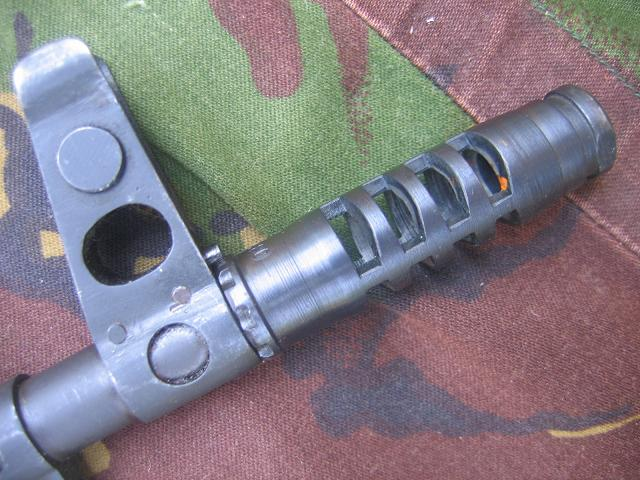
3
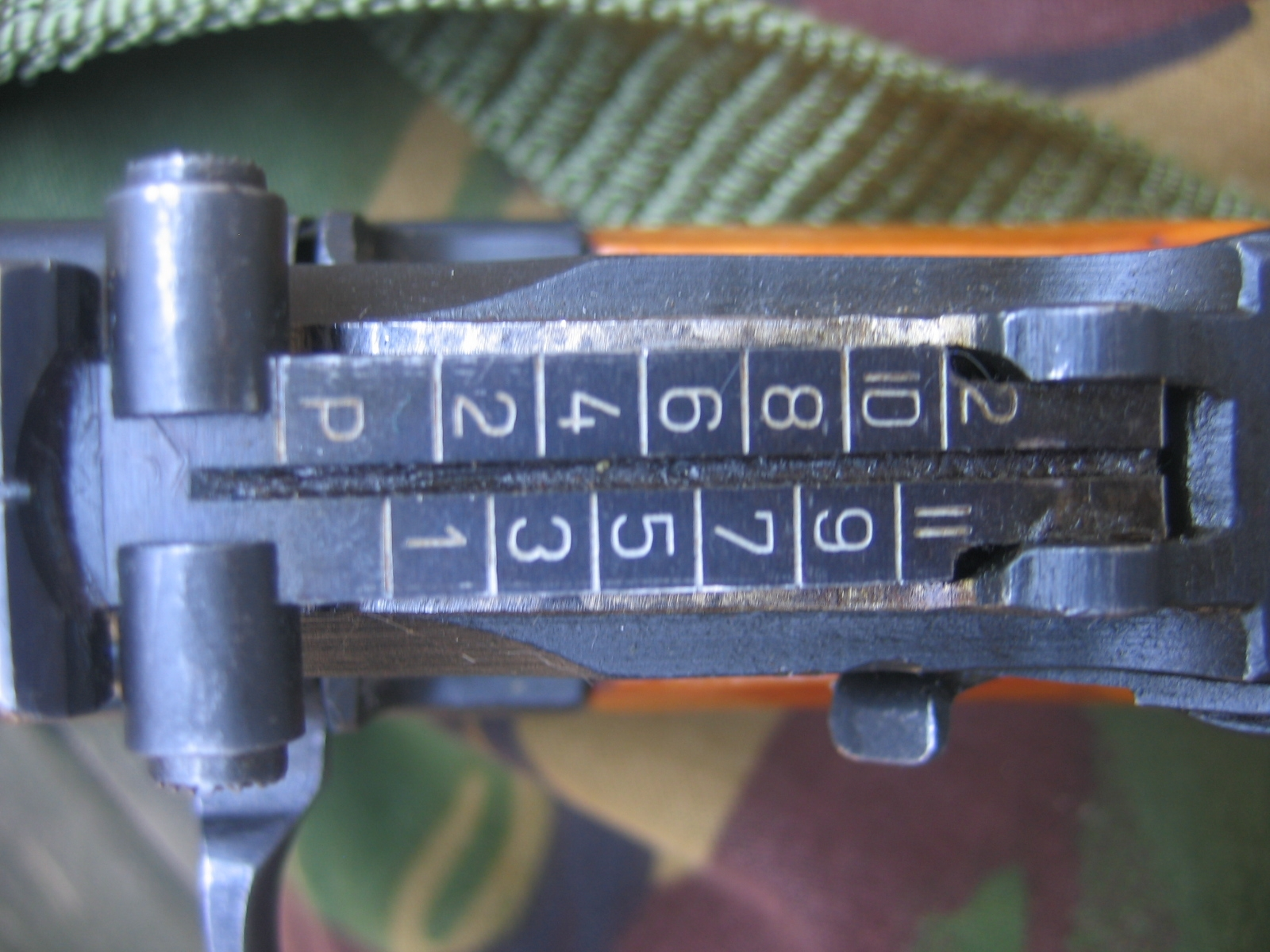
4
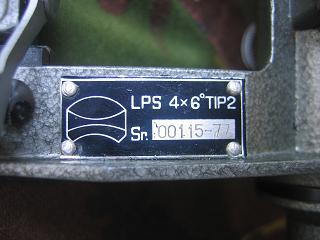
5
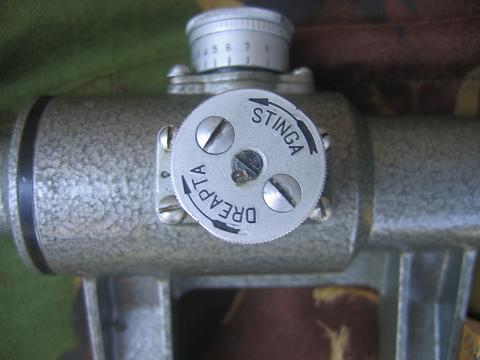
6
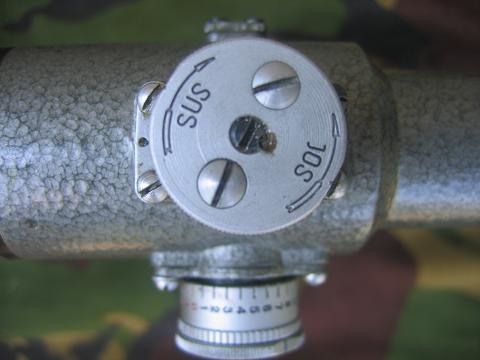
7
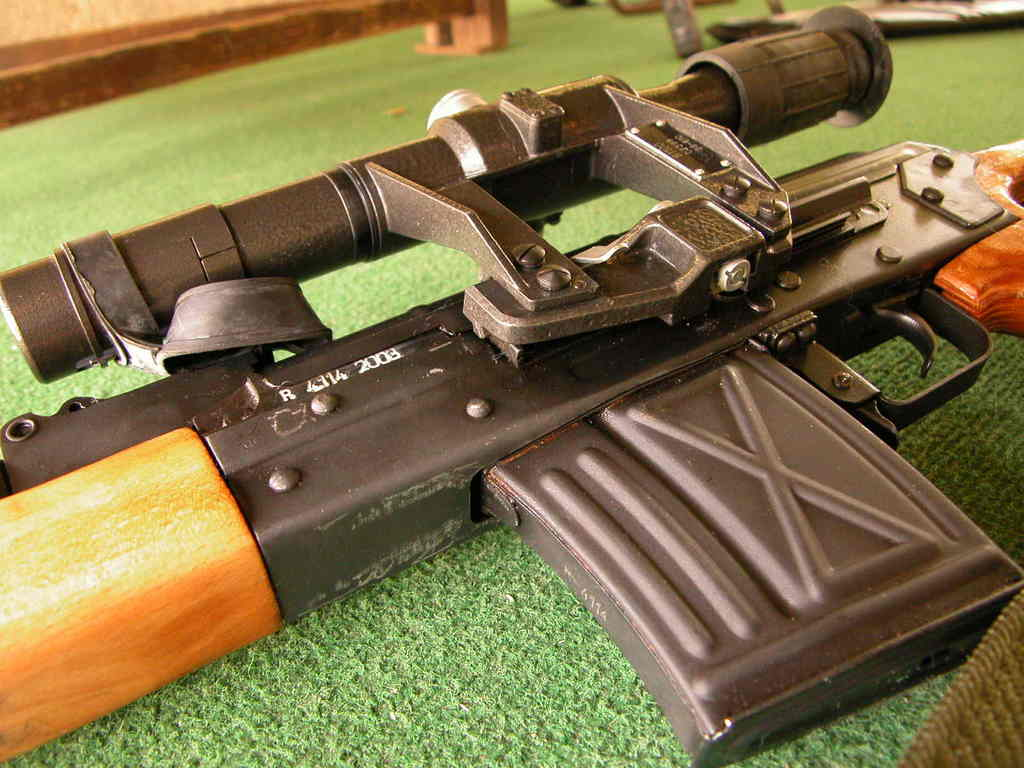
8
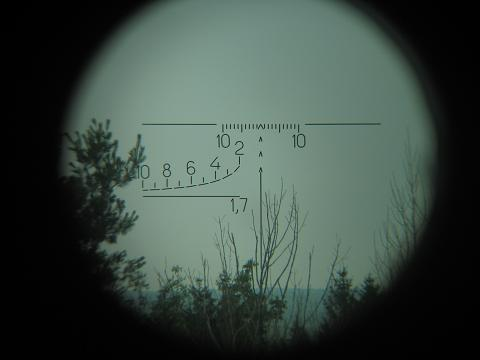
9
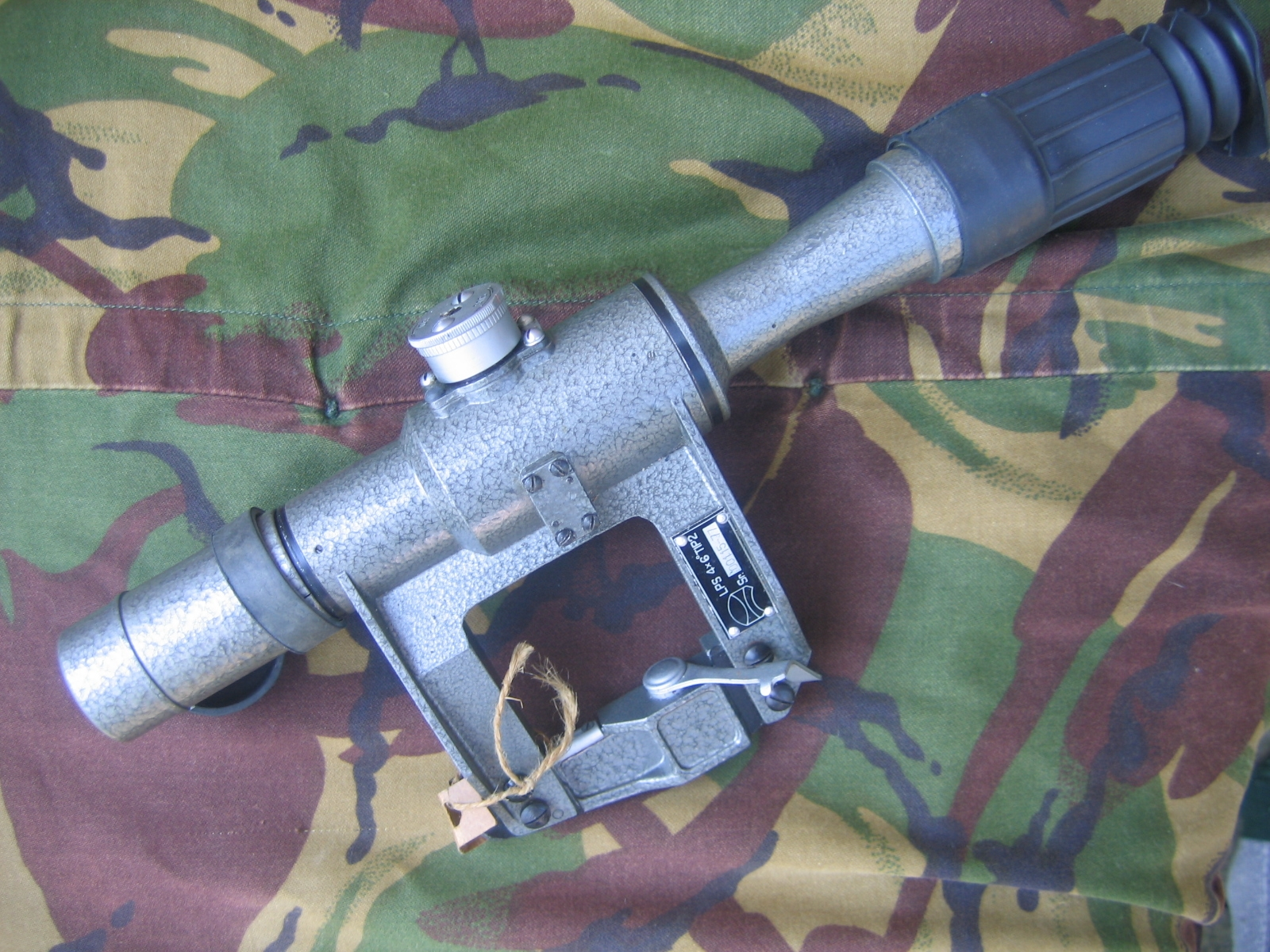
10
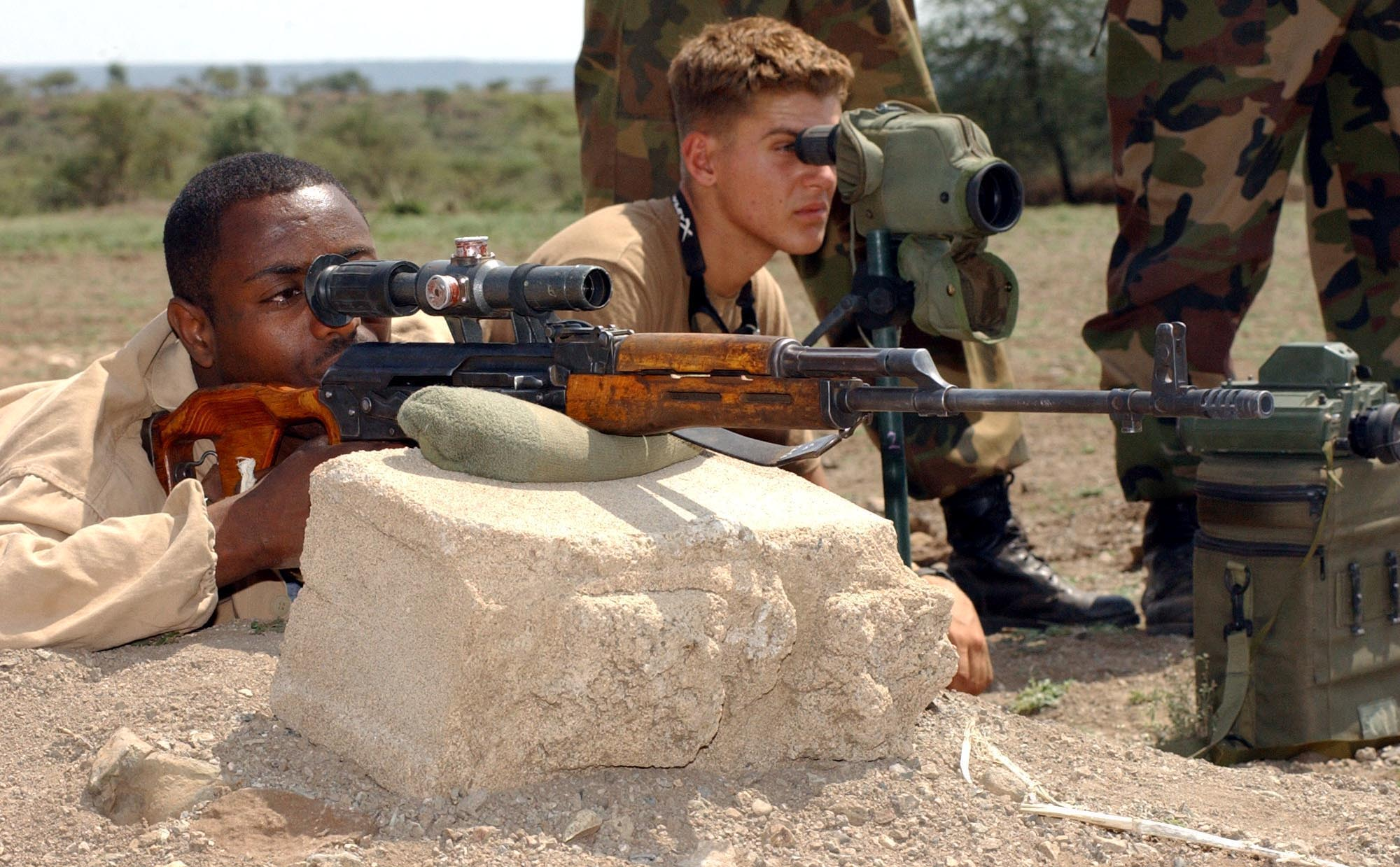
Un lunetist etiopian în timpul unui antrenament cu PSL.
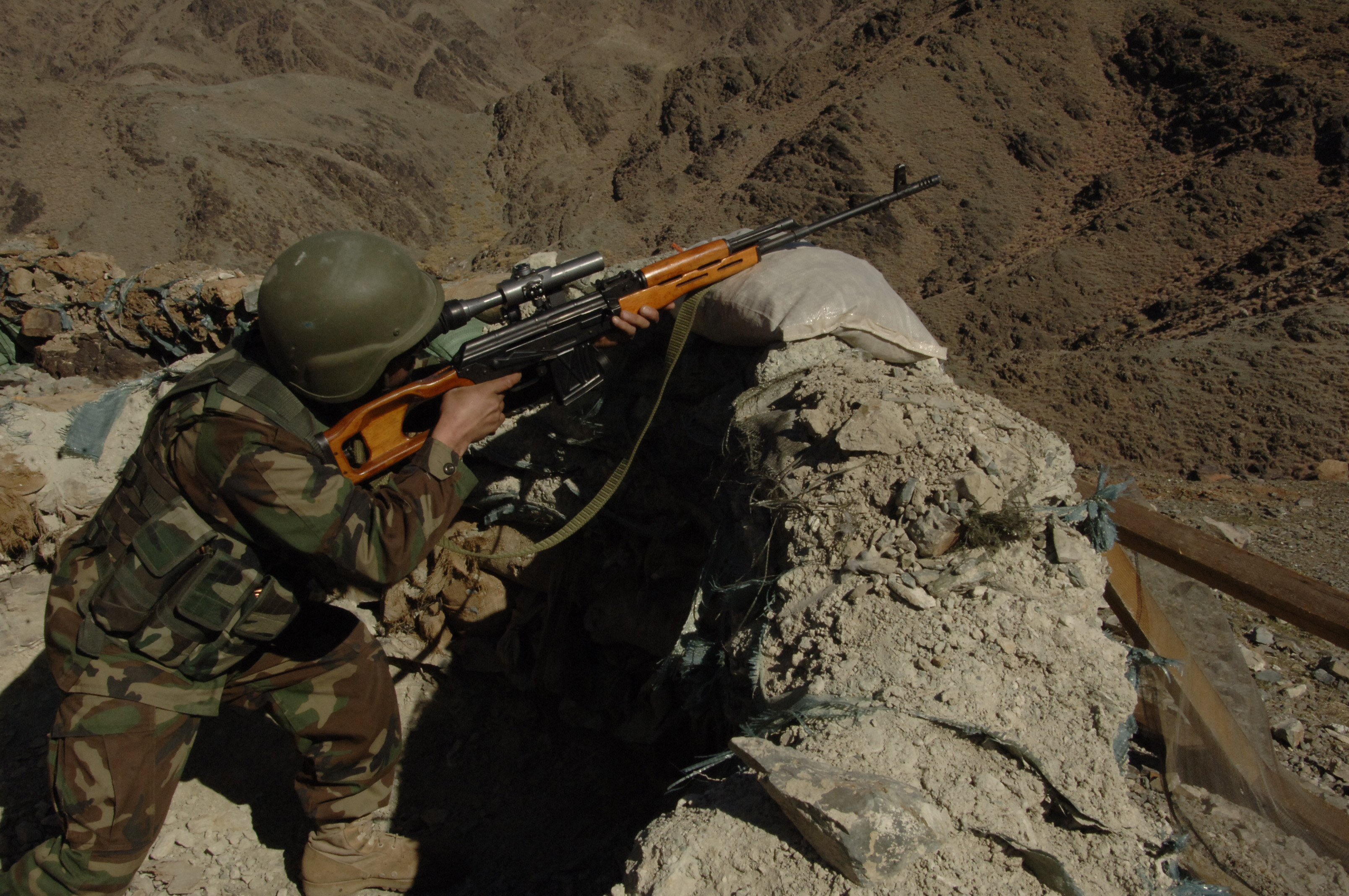
Lunetist afghan dotat cu PSL.
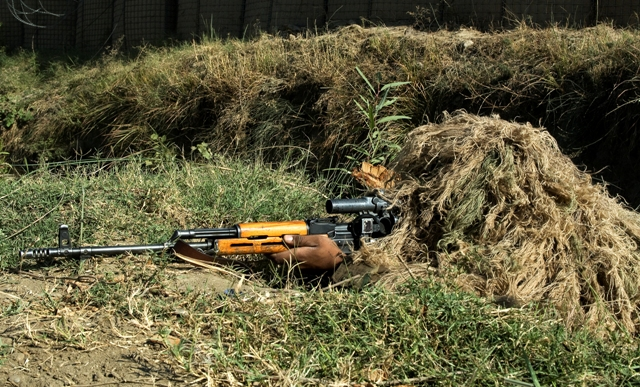
Lunetist afghan dotat cu PSL în provincia Kunar din estul Afghanistanului.
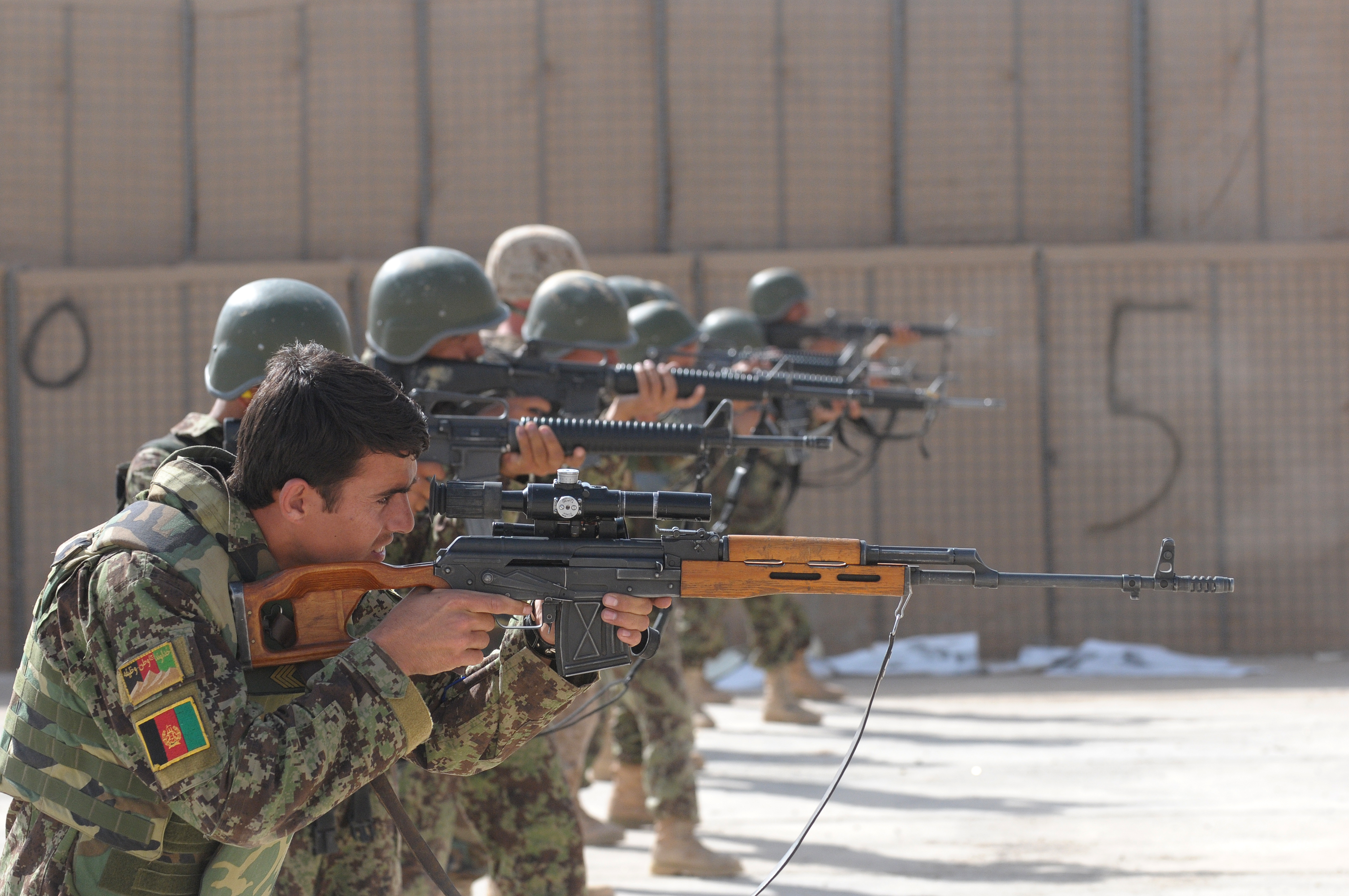
Un pușcaș lunetist afghan dotat cu PSL în timpul unui antrenament alături de pușcașii marini ai SUA din Afghanistan.
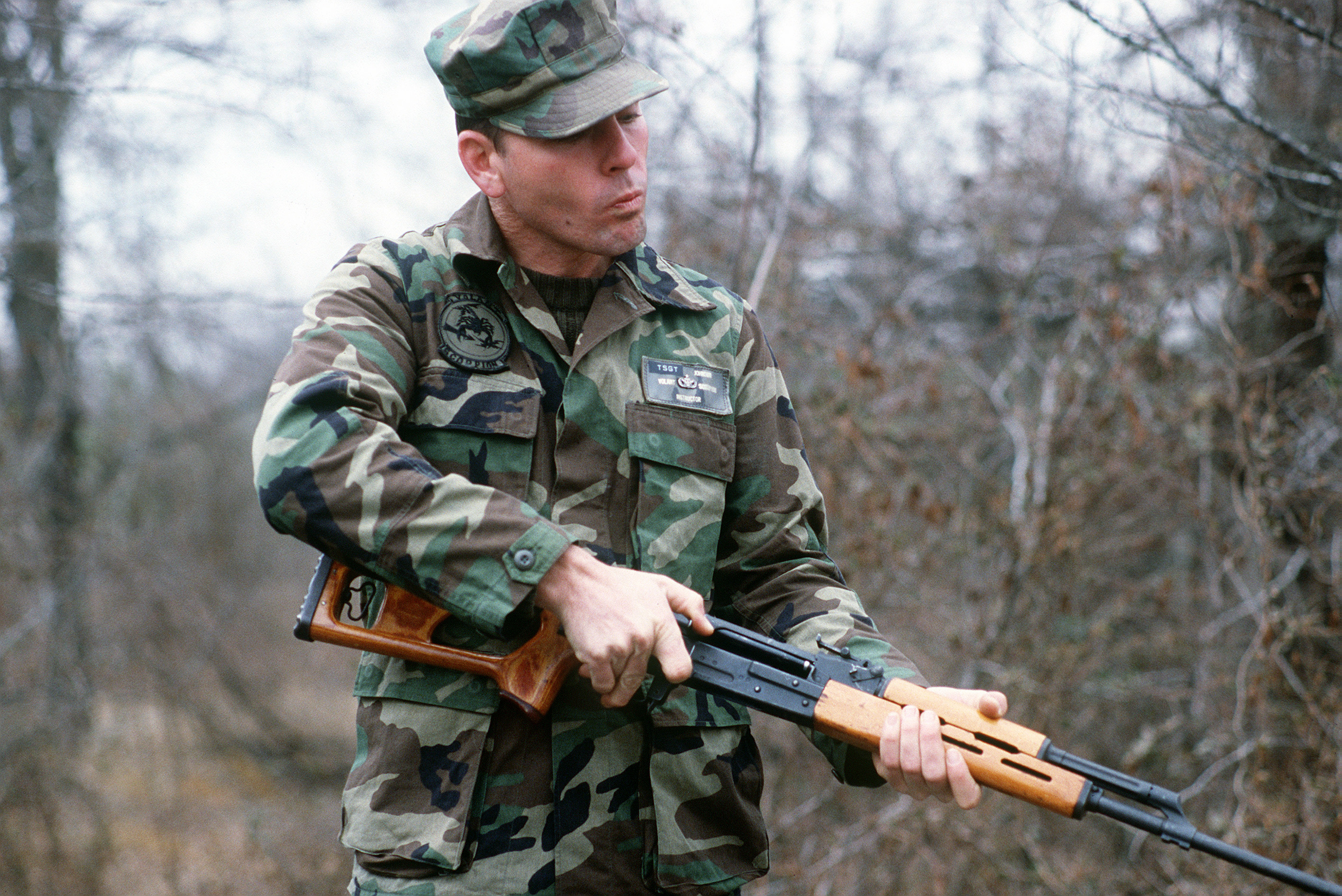
Sergent tehnic U.S.A.F. utilizând pușca PSL în timpul exercițiului militar Volant Scorpion.